# Kien Nguyen
Kien Nguyen (né à Nha Trang, Viet Nam, 1967) est un écrivain américano-vietnamien.

## Biographie
Kien Nguyen est né d'une mère vietnamienne, banquière et d'un père américain, ingénieur civil. Un jour, sa famille aisée est poussée vers la pauvreté quand le communisme s'installe à la suite de la Chute de Saigon en avril 1975. Sa famille continue à vivre au milieu de voisins qui les traitent comme des parias, voyant en eux des restes indésirables du passé capitaliste. Kien, un enfant métis, est parmi les plus indésirables. 
Il quitte le Viet Nam en 1985 dans le cadre du Orderly Departure Program des Nations unies. Après avoir stationné dans un camp de réfugiés aux Philippines, Kien Nguyen émigre finalement aux États-Unis et devient dentiste. Il vit maintenant à New York. Sa vie au Viet Nam entre 1975 et 1985 est racontée dans son premier roman La nuit nous a surpris. 
Il a écrit 3 livres :
- La nuit nous a surpris (2001)
- Le Brodeur de Huê (2002)
- Le Colonial (2004)